# Podul medieval din Coșula

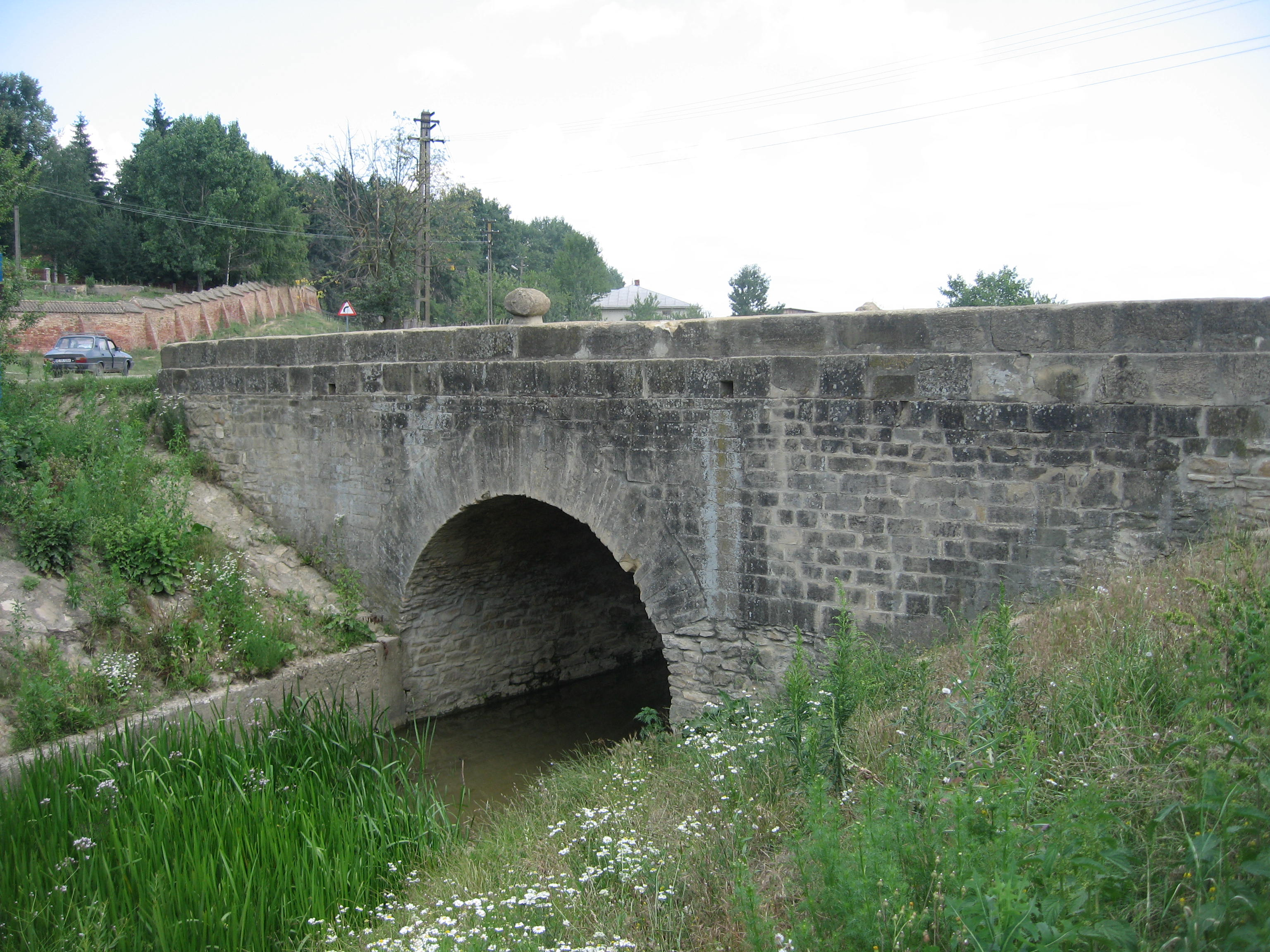
Podul medieval din Coşula.

Podul medieval din Coșula este un pod de piatră construit în secolul al XVIII-lea în satul Coșula (județul Botoșani), care traversează râul Miletin.
Podul din Coșula este inclus pe Lista monumentelor istorice din anul 2015 din județul Botoșani, având codul de clasificare  BT-II-m-B-01958.

## Istoric
Primul pod de piatră a fost construit în anul 1503, în timpul domniei lui Ștefan cel Mare.
Actualul pod de piatră din Coșula a fost construit în secolul al XVIII-lea peste râul Miletin, odată cu stabilirea călugărilor greci la Mănăstirea Coșula.
În anul 2001 au fost executate lucrări de reabilitare a podului prin cofinanțare de la Guvernul României și din fonduri Phare, executantul fiind S.C. Ascon S.A. Botoșani. Podul se află pe DJ 208 H, km 35+850.

## Imagini

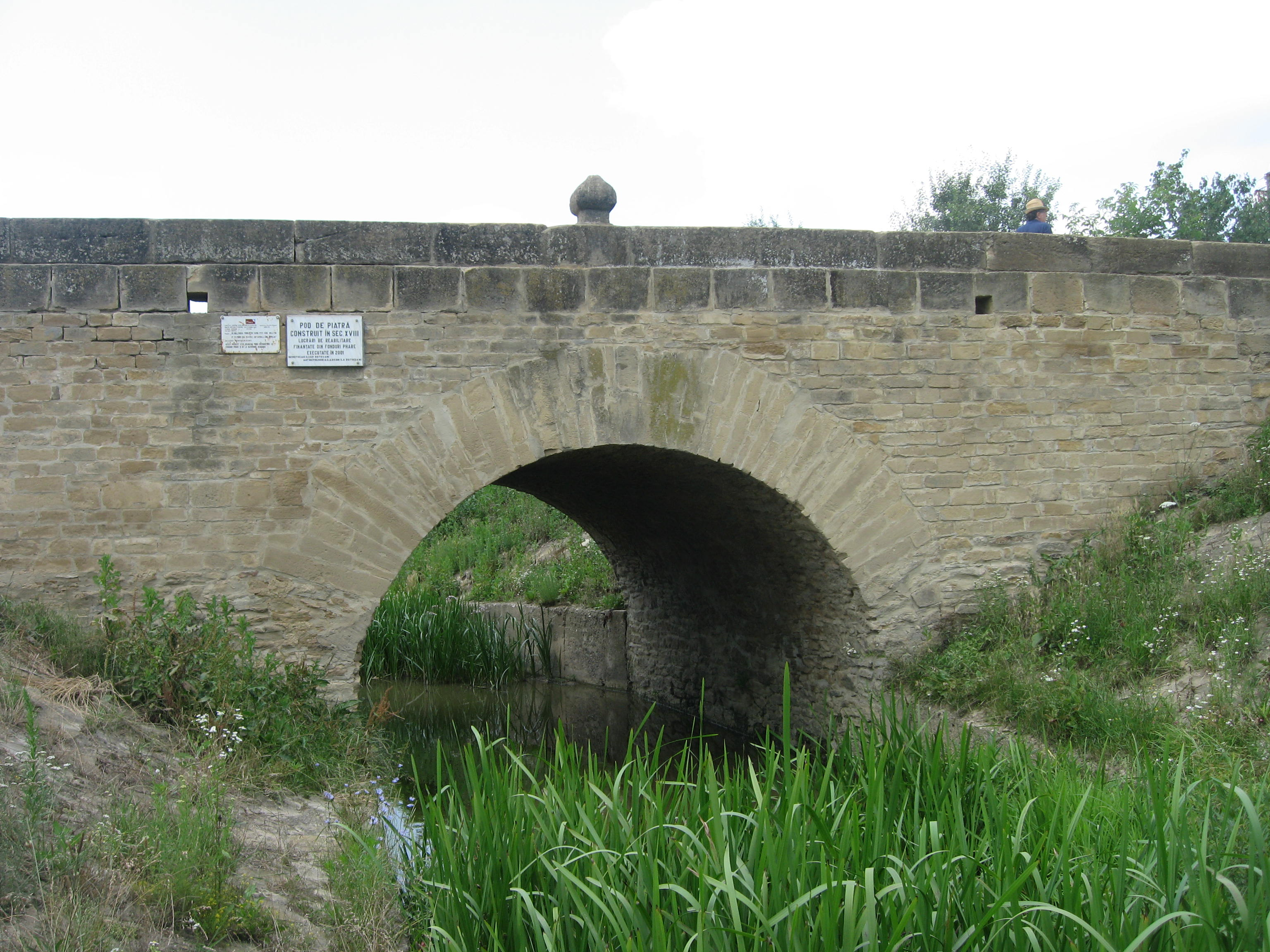
Podul medieval din Coşula
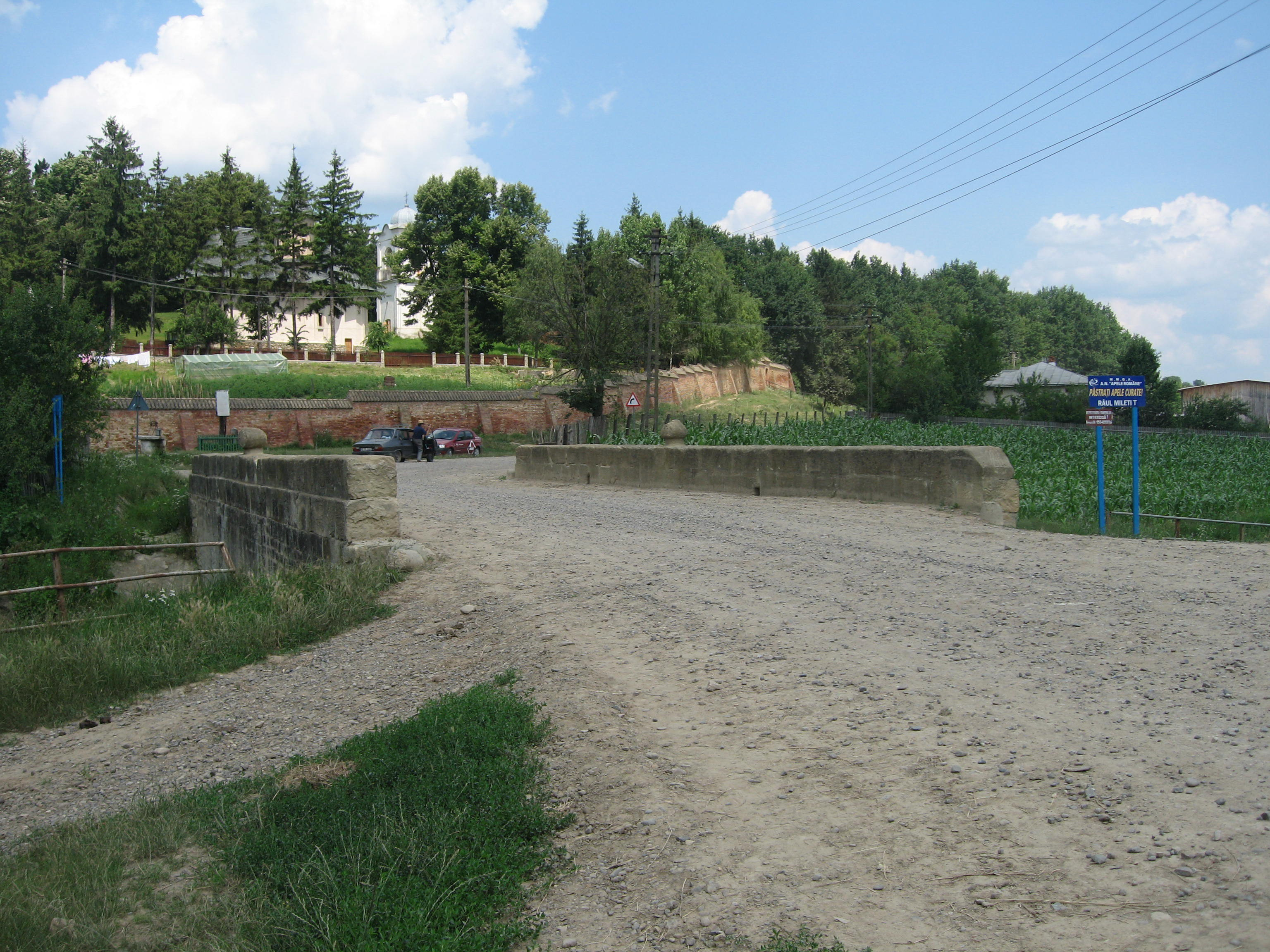
Podul medieval din Coşula. Pe deal se vede silueta Mănăstirii Coşula
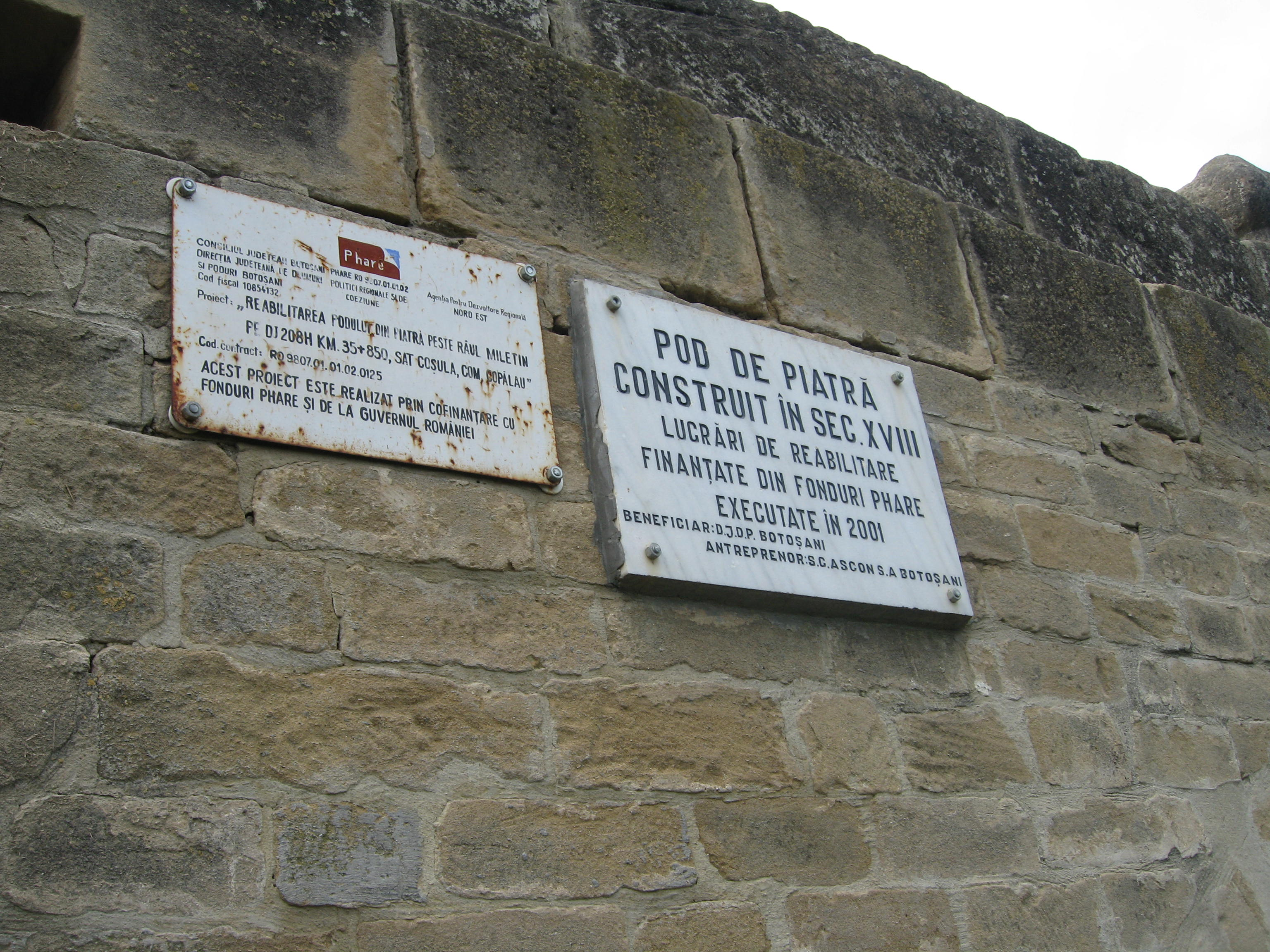
Plăci care atestă vechimea podului